# Zdravotnická záchranná služba Moravskoslezského kraje
Zdravotnická záchranná služba Moravskoslezského kraje (ZZS MSK, do 2. února 2005 Územní středisko záchranné služby Ostrava, příspěvková organizace, poté do 10. ledna 2013 Územní středisko záchranné služby Moravskoslezského kraje, příspěvková organizace) je příspěvková organizace a provozovatel zdravotnické záchranné služby v Moravskoslezském kraji. Hlavní náplní činnosti organizace je zajišťování odborné přednemocniční neodkladné péče (PNP) na území Moravskoslezského kraje podle zákona č. 374/2011 Sb., o zdravotnické záchranné službě. Přednemocniční neodkladná péče je zajišťována na území o rozloze 5 427 km² pro více než 1 250 000 obyvatel. V oblasti Moravskoslezského kraje je k dispozici více než 60 výjezdových skupin a jedna skupina letecké záchranné služby rozmístěných na 32 výjezdových základnách.

## Historie
K 31. prosinci 2003 zanikly okresní úřady a vzniklo Územní středisko záchranné služby Ostrava jako nástupnická organizace všech samostatných záchranných služeb v okresech Ostrava-město, Bruntál, Opava, Karviná, Nový Jičín a Frýdek-Místek. Všechny výjezdové základny i jednotlivé dispečinky byly sloučeny pod jednu organizaci. 2. února 2005 byl změněn název organizace na Územní středisko záchranné služby Moravskoslezského kraje. 10. ledna 2013 se stal nový název organizace Zdravotnická záchranná služba Moravskoslezského kraje. Od svého vzniku je záchranná služba v Moravskoslezském kraji největší územní záchranná služba v České republice.

## Organizační struktura
Moravskoslezský kraj je pro potřeby záchranné služby rozčleněn do šesti územních odborů, které čítají dohromady 32 výjezdových základen. Hranice územních odborů respektují víceméně hranice okresů. Jednotlivé výjezdové skupiny jsou řízeny z Integrovaného bezpečnostního centra (IBC).

## Integrované bezpečnostní centrum

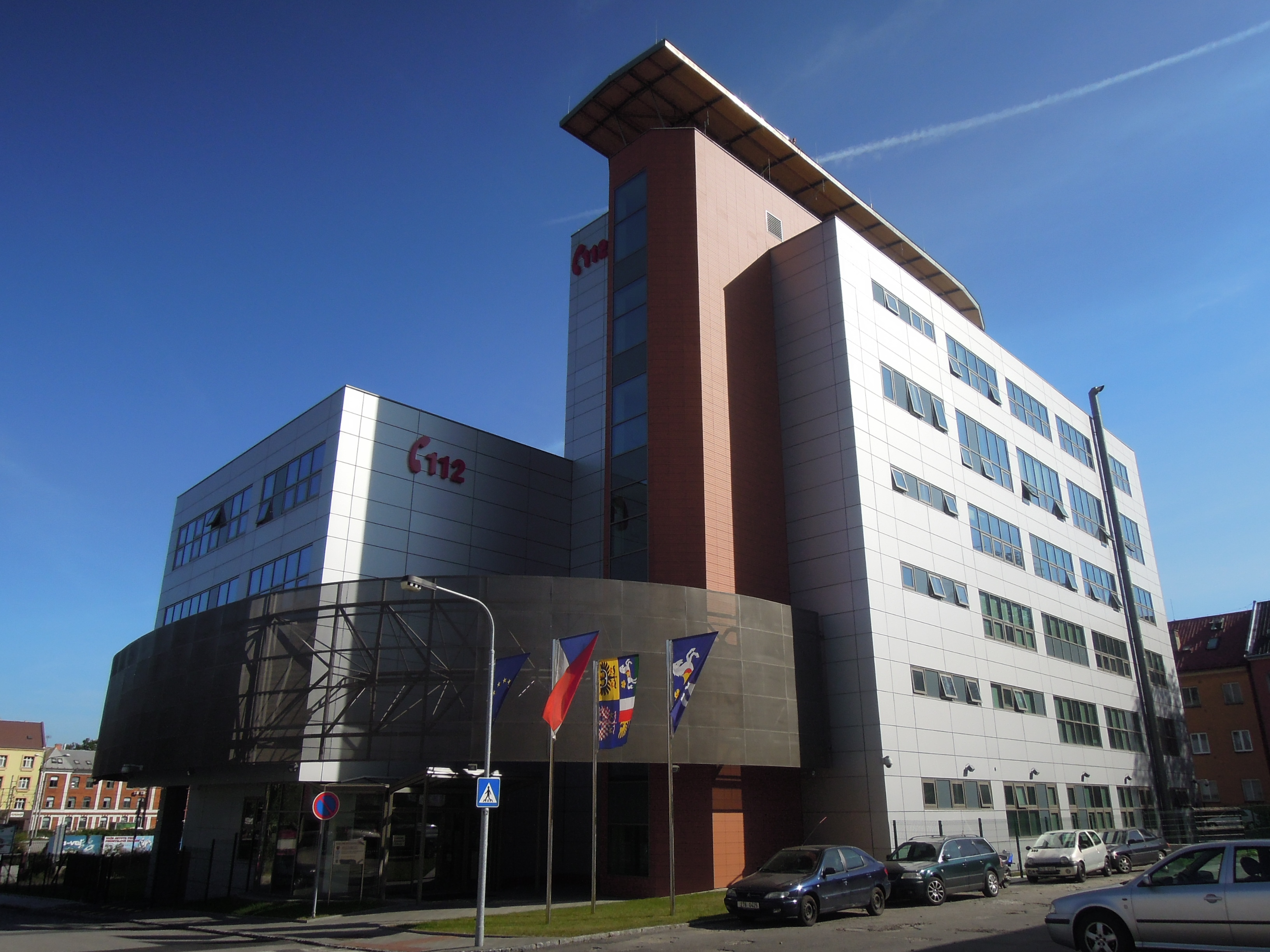
Integrované bezpečnostní centrum v Ostravě

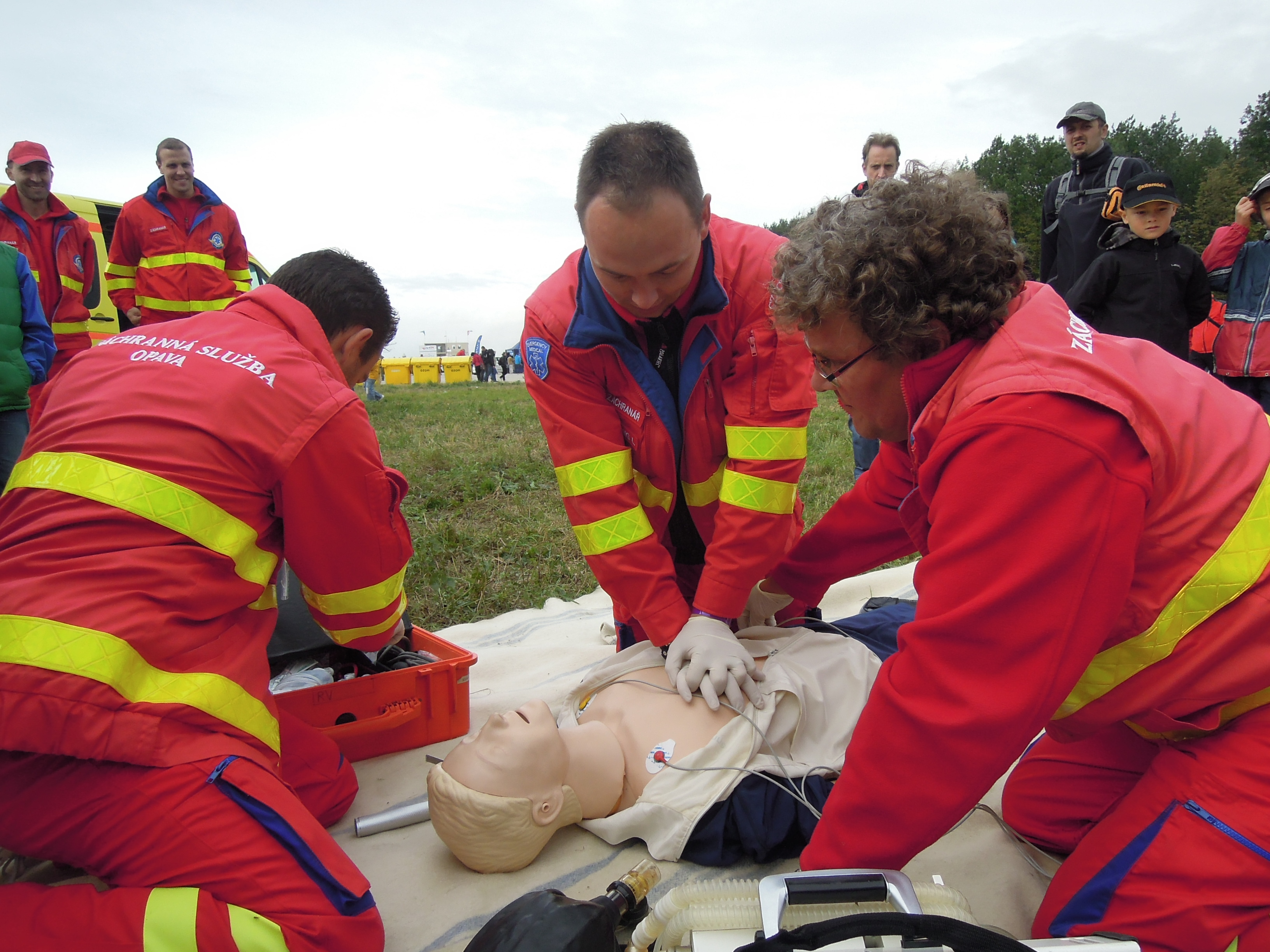
Moravskoslezští záchranáři při kardiopulmonální resuscitaci

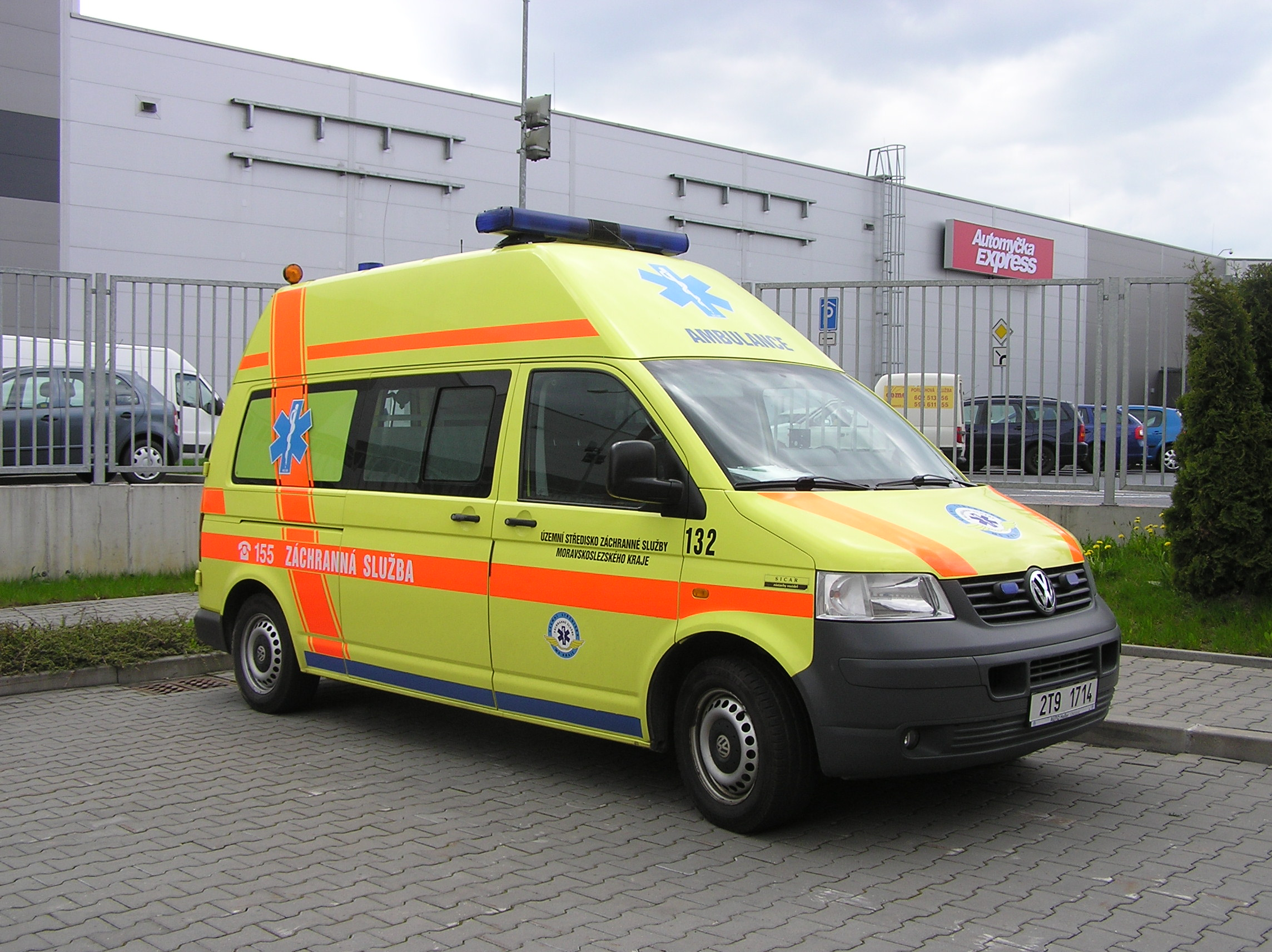
Sanitní vozidlo Volkswagen Transporter T5 vyjíždí častěji v režimu rychlá zdravotnická pomoc

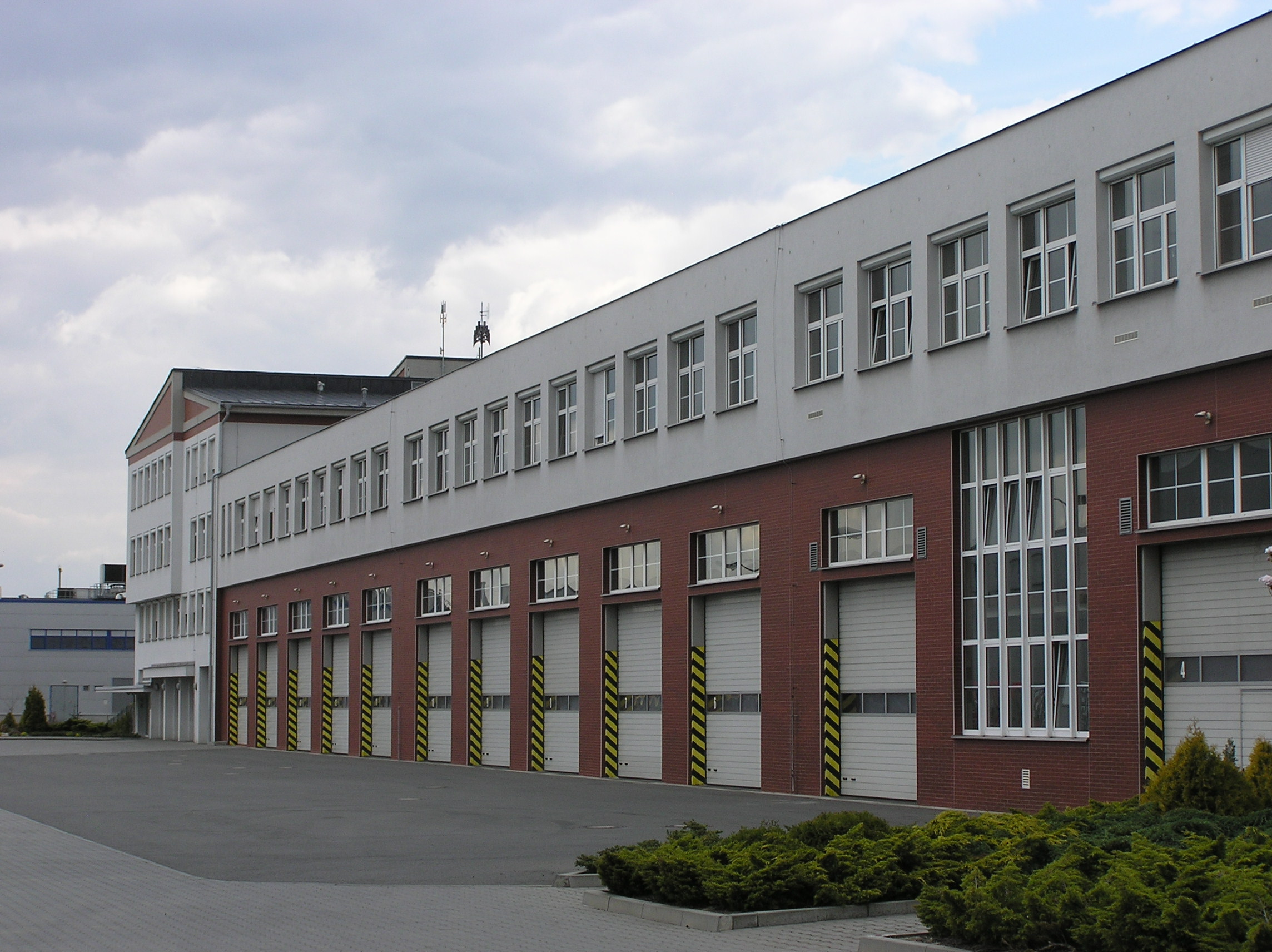
Areál integrovaného záchranného systému v Ostravě; zde má sídlo ředitelství Územního střediska záchranné služby Moravskoslezského kraje, letecká záchranná služba a Hasičský záchranný sbor Moravskoslezského kraje

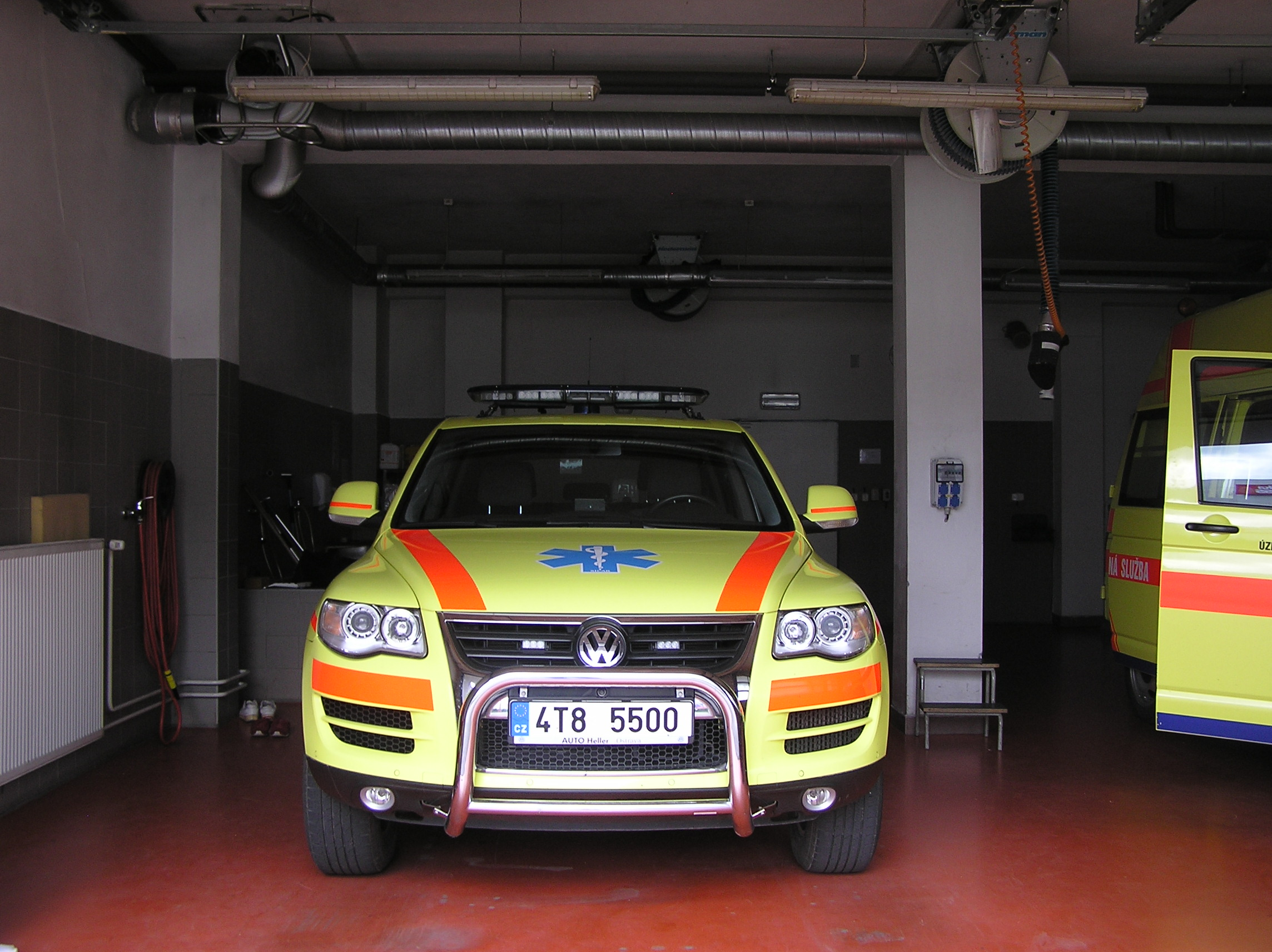
Volkswagen Touareg pro výjezdy v režimu Rendez-Vous

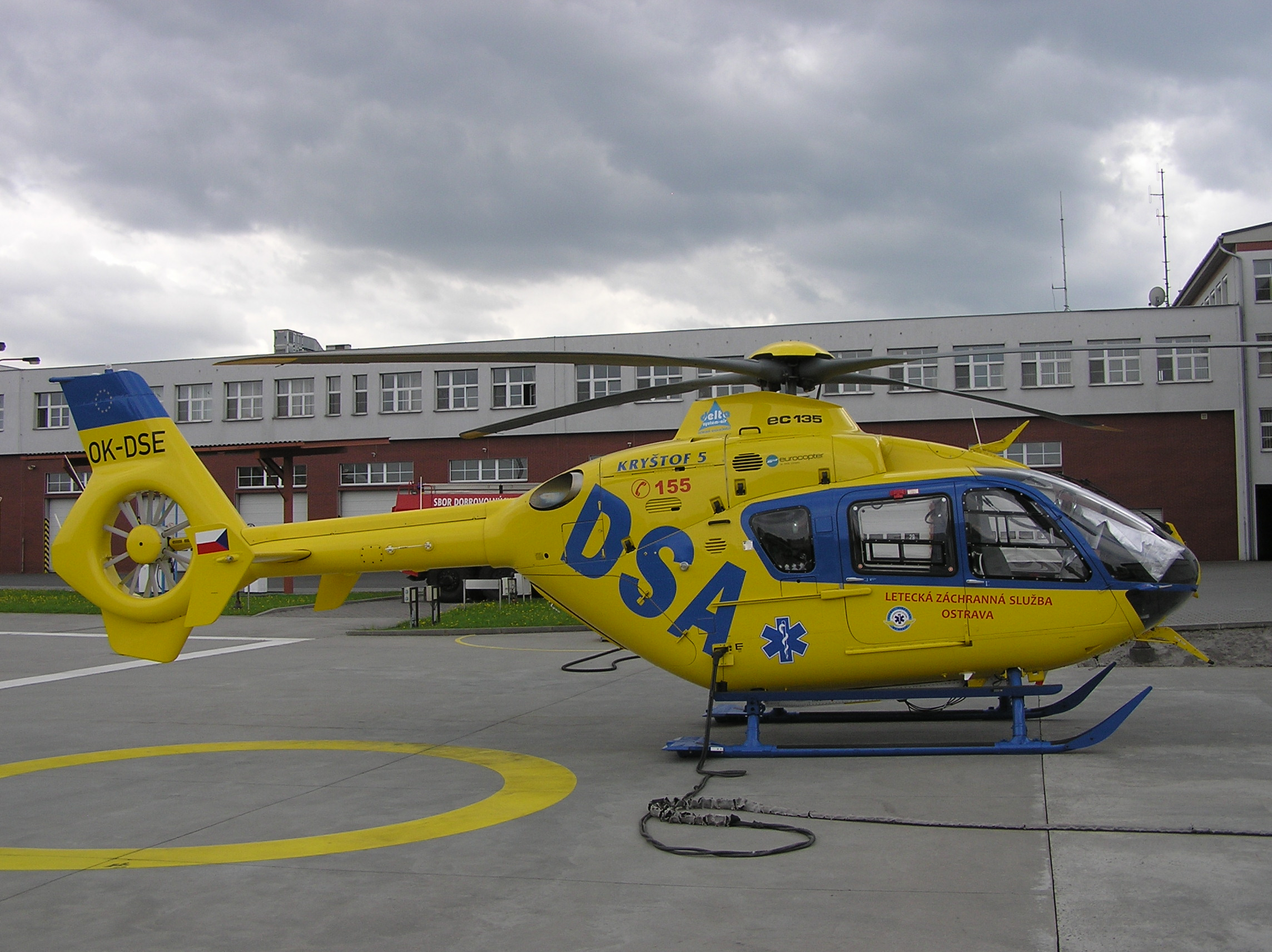
Kryštof 05, vrtulník letecké záchranné služby v Moravskoslezském kraji

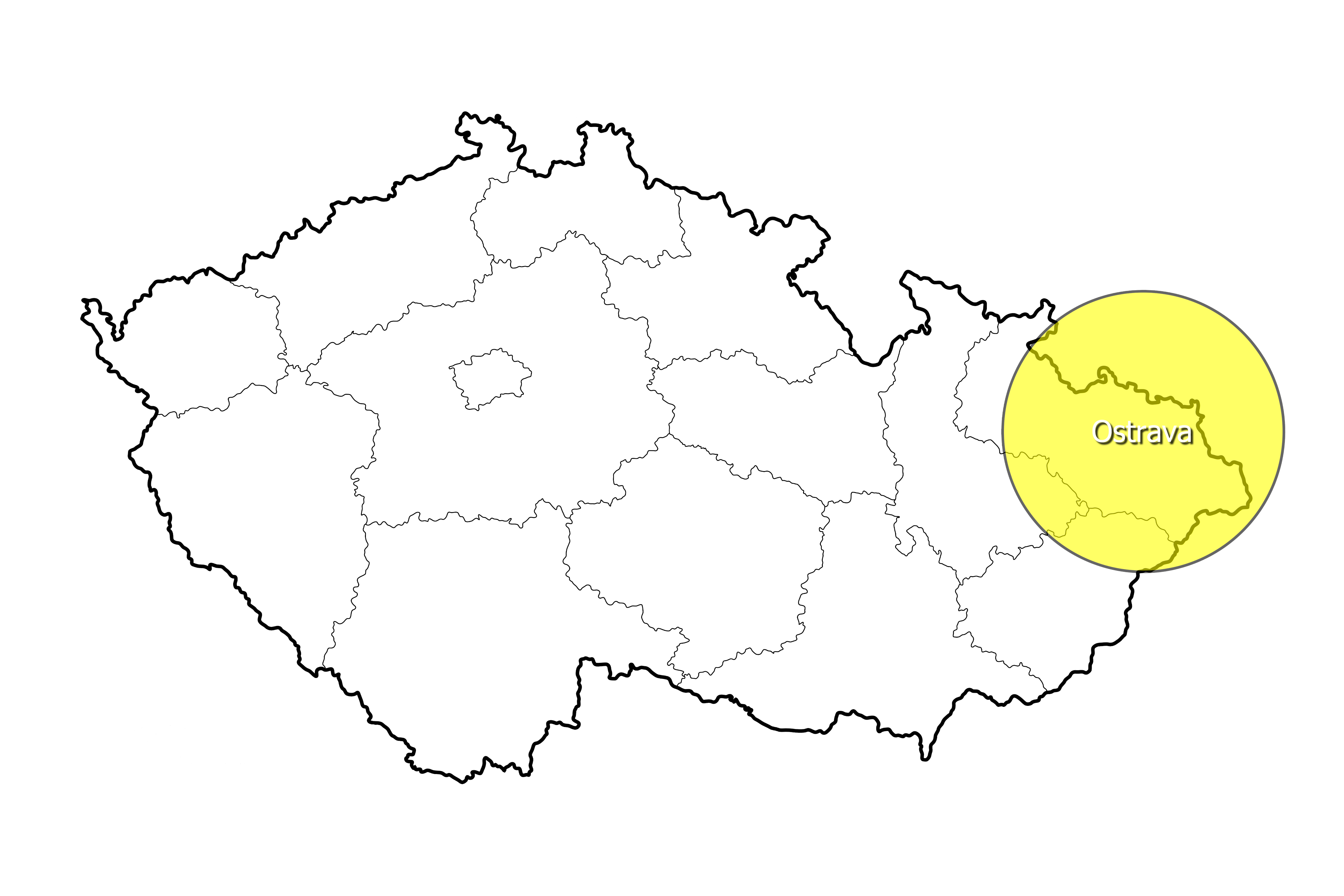
Poloha stanice a akční rádius vrtulníku Kryštof 05

Od ledna 2011 funguje v Moravskoslezském kraji Integrované bezpečnostní centrum. Jedná se o jednotné krajské operační středisko, které obsluhuje veškeré složky integrovaného záchranného systému. Kromě samotné záchranné služby koordinuje také hasičský záchranný sbor, policii i městskou policii. V mnoha krajích již fungují samostatná krajská střediska pro záchrannou službu, ale v Moravskoslezském kraji jako v jediném je středisko společné pro všechny složky integrovaného záchranného systému.
Před spuštěním Integrovaného bezpečnostního centra byla záchranná služba obsluhována v oblasti Ostravy z Centra tísňového volání (CTV), které již fungovalo na principu obsluhy všech tísňových linek. Ostatní územní odbory však disponovaly samostatnými středisky pouze pro záchrannou službu. Celkem tak bylo v kraji šest zdravotnických operačních středisek záchranné služby. Otevřením jednotného krajského operačního střediska došlo ke zkvalitnění vyhodnocování tísňových výzev a efektivnějšímu využití všech posádek.
Kromě Integrovaného bezpečnostního centra bylo v lednu 2011 otevřeno Informační centrum záchranné služby, které poskytuje občanům Moravskoslezského kraje informace a rady v případě zdravotních obtíží. Informační centrum vyhodnocuje především výzvy neakutního charakteru.

## Výjezdové skupiny
Na území celého kraje je k dispozici v nepřetržitém 24hodinovém provozu přes 60 výjezdových skupin a vzletová skupina letecké záchranné služby, jejichž počet se mění s pracovní a noční dobou. V mimopracovní dobu a v nočních hodinách je počet skupin snížen. Výjezdové skupiny pracují v režimech rychlá zdravotnická pomoc (RZP) ve složení řidič-záchranář a zdravotnický záchranář, rychlá lékařská pomoc (RLP) ve složení řidič-záchranář, lékař a zdravotnický záchranář a rychlá lékařská pomoc v systému Rendez-Vous s lékařem v osobním automobile.

## Výjezdové základny
Na území Moravskoslezského kraje je zřízeno celkem 32 výjezdových základen, jejichž organizace je taková, aby byla přednemocniční neodkladná péče zajištěna do 20 minut od přijetí tísňové výzvy. Nejvíce výjezdových základen je umístěno na území odboru Nový Jičín. Od 1. ledna 2015 je v provozu nová výjezdová základna v Bílovci na Novojičínsku, která vznikla ve společném areálu s hasičským záchranným sborem. Základna je obsazena výjezdovou skupinou rychlé zdravotnické pomoci, která se oddělila od výjezdové základy ve Fulneku. Z Fulneku do konce roku 2014 vyjížděla skupina rychlé lékařské pomoci, která byla nahrazena v roce 2015 výjezdovou skupinou rychlé lékařské pomoci v systému Rendez-Vous. K rozšíření víceúrovňového setkávacího systému Rendez-Vous došlo v roce 2015 také na území Ostravy. Zdravotnická záchranná služba Moravskoslezského kraje zajišťuje v Bruntále chod lékařské pohotovostní služby (LPS). Kromě toho zajišťuje také provoz dvou protialkoholních záchytných stanic (PZS).

### Přehled výjezdových základen
| Územní odbor (ÚO) | Výjezdová základna        | Poznámka |
| Bruntál           | Bruntál                   | LPS      |
| Bruntál           | Rýmařov                   |          |
| Bruntál           | Krnov                     |          |
| Bruntál           | Město Albrechtice         |          |
| Bruntál           | Vrbno pod Pradědem        |          |
| Frýdek-Místek     | Frýdek-Místek             |          |
| Frýdek-Místek     | Nošovice                  |          |
| Frýdek-Místek     | Frýdlant nad Ostravicí    |          |
| Frýdek-Místek     | Třinec                    |          |
| Frýdek-Místek     | Jablunkov                 |          |
| Karviná           | Karviná                   | PZS      |
| Karviná           | Orlová                    |          |
| Karviná           | Havířov                   |          |
| Karviná           | Český Těšín               |          |
| Karviná           | Bohumín                   |          |
| Nový Jičín        | Nový Jičín                |          |
| Nový Jičín        | Bílovec                   |          |
| Nový Jičín        | Fulnek                    |          |
| Nový Jičín        | Odry                      |          |
| Nový Jičín        | Frenštát pod Radhoštěm    |          |
| Nový Jičín        | Kopřivnice                |          |
| Nový Jičín        | Studénka                  |          |
| Opava             | Opava, ul. Olomoucká      | PZS      |
| Opava             | Opava, ul. Těšínská       |          |
| Opava             | Vítkov                    |          |
| Opava             | Hlučín                    |          |
| Opava             | Zábřeh u Dolního Benešova |          |
| Ostrava           | Ostrava-Zábřeh            | LZS      |
| Ostrava           | Ostrava-Fifejdy           | IBC      |
| Ostrava           | Ostrava-Poruba            |          |
| Ostrava           | Slezská Ostrava           |          |
| Ostrava           | Ostrava-Martinov          |          |

## Letecká záchranná služba
Provoz letecké záchranné služby (LZS) byl v Ostravě zahájen 1. srpna 1989. Zdravotnickou část posádky letecké záchranné služby zajišťuje Zdravotnická záchranná služba Moravskoslezského kraje, ostatní provozní pracovníky včetně pilotů zajišťuje společnost DSA. Ta je také provozovatelem samotného vrtulníku, v současnosti moderního stroje Eurocopter EC 135 T2+. Volacím znakem vrtulníku je Kryštof 05. Letecká záchranná služba je k dispozici 24 hodin denně. Heliport je umístěn v areálu integrovaného záchranného systému v místní části Ostrava-Zábřeh. Zde má sídlo také a Hasičský záchranný sbor Moravskoslezského kraje. Vrtulník z Moravskoslezského kraje zasahuje často také ve Zlínském kraji, který leteckou záchrannou službu neprovozuje.

## Galerie

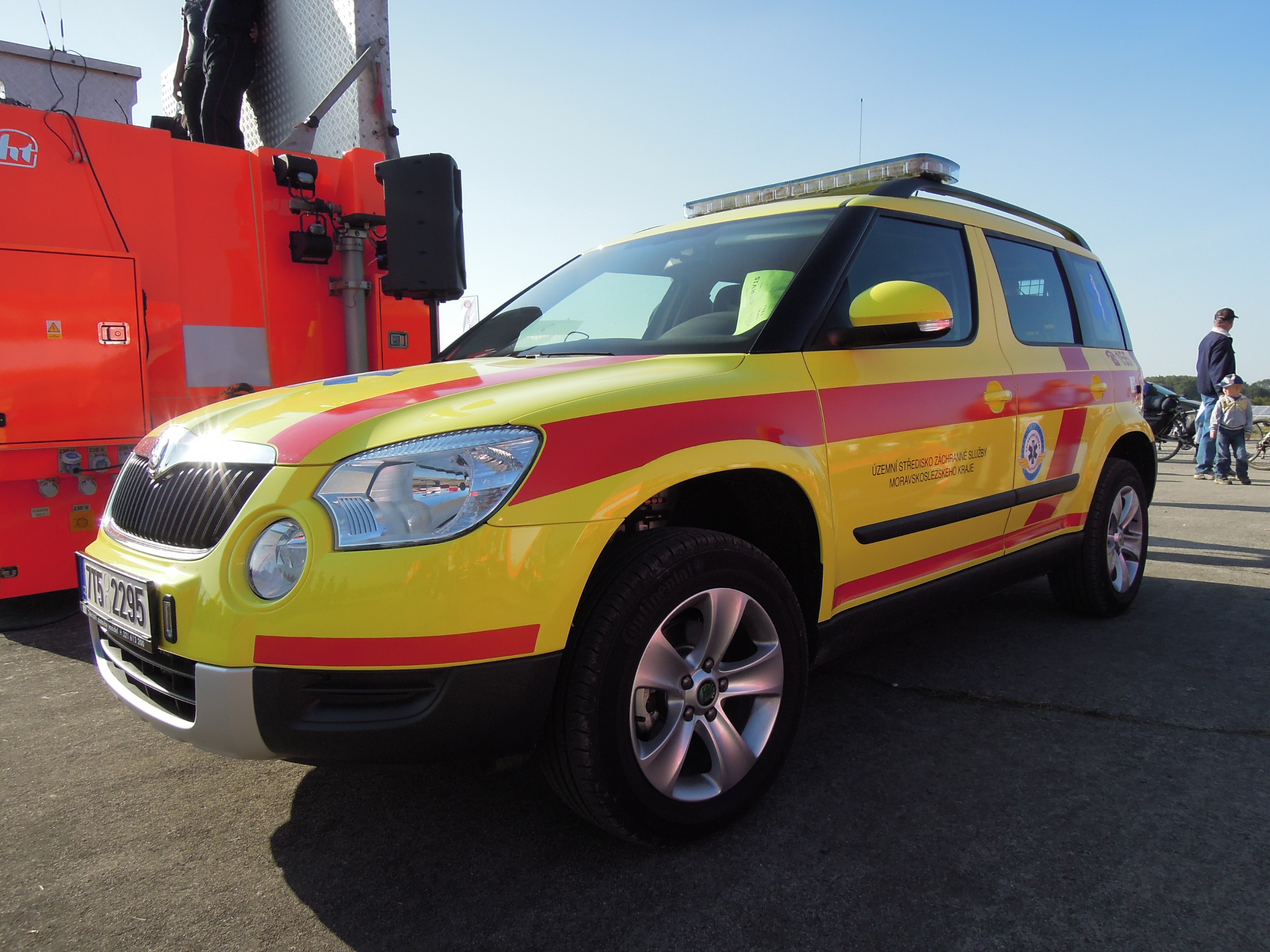
Škoda Yeti pro výjezdy v režimu Rendez-Vous
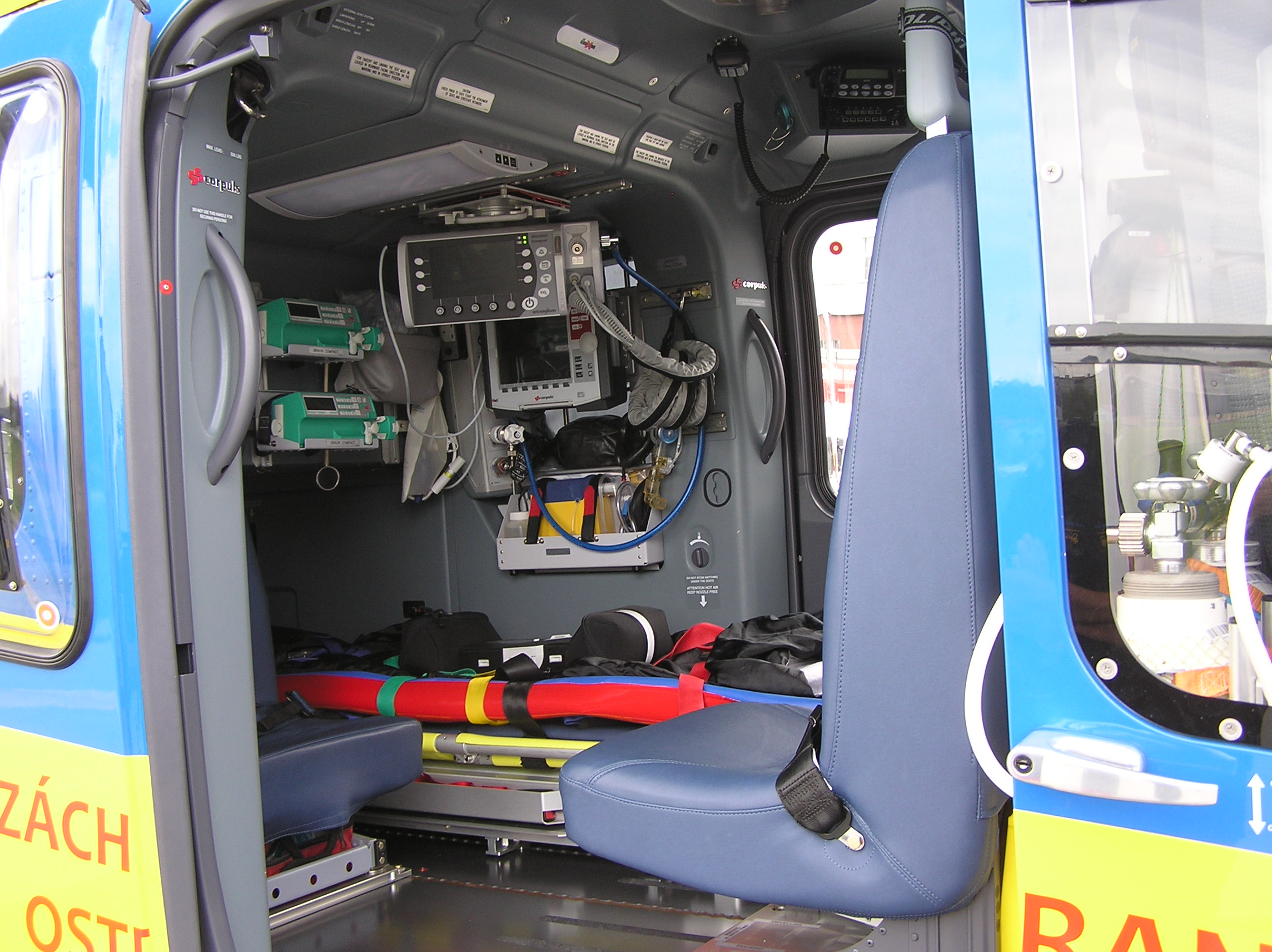
Vnitřní zástavba vrtulníku letecké záchranné služby v Ostravě
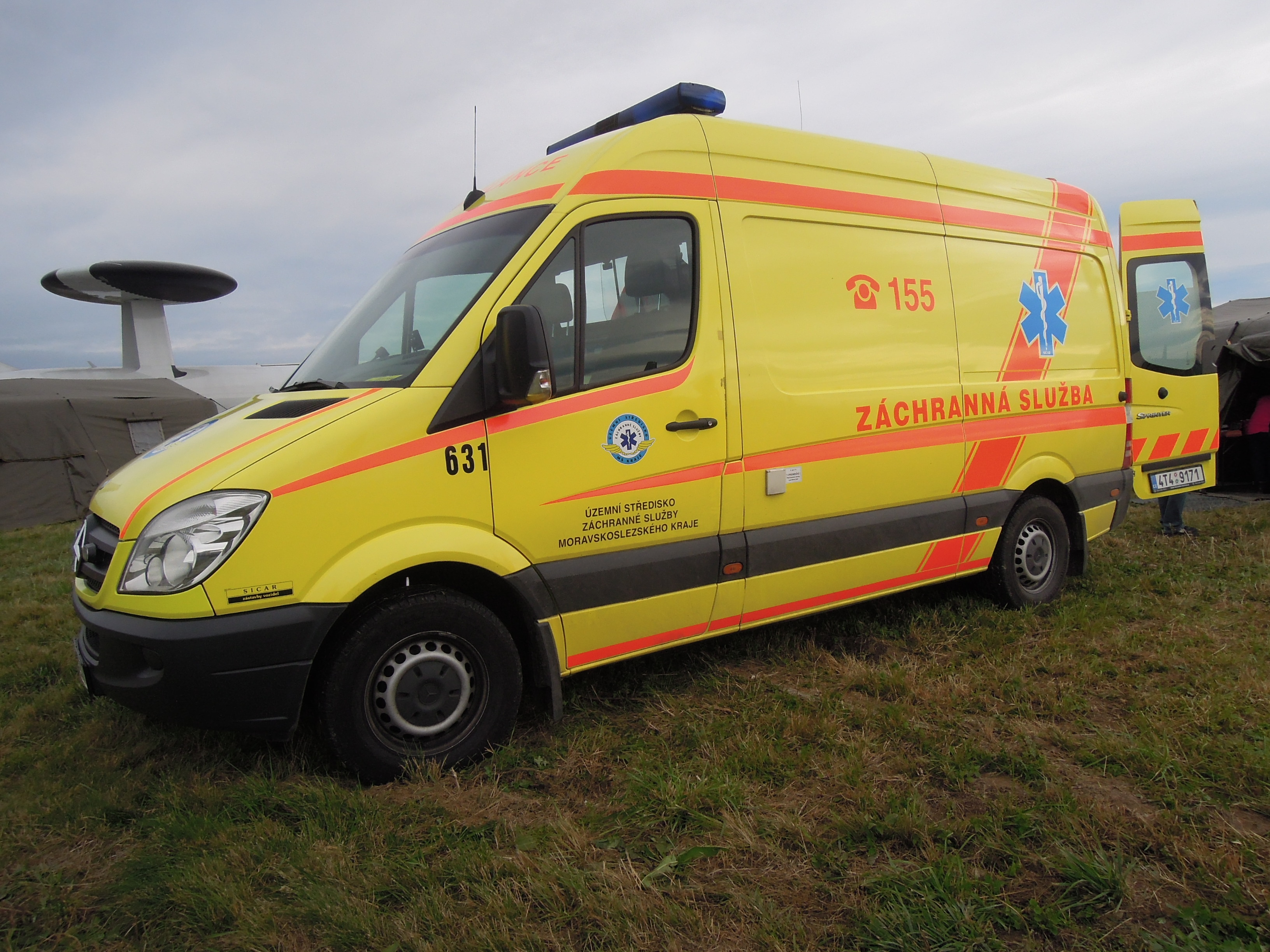
Mercedes-Benz Sprinter druhé generace
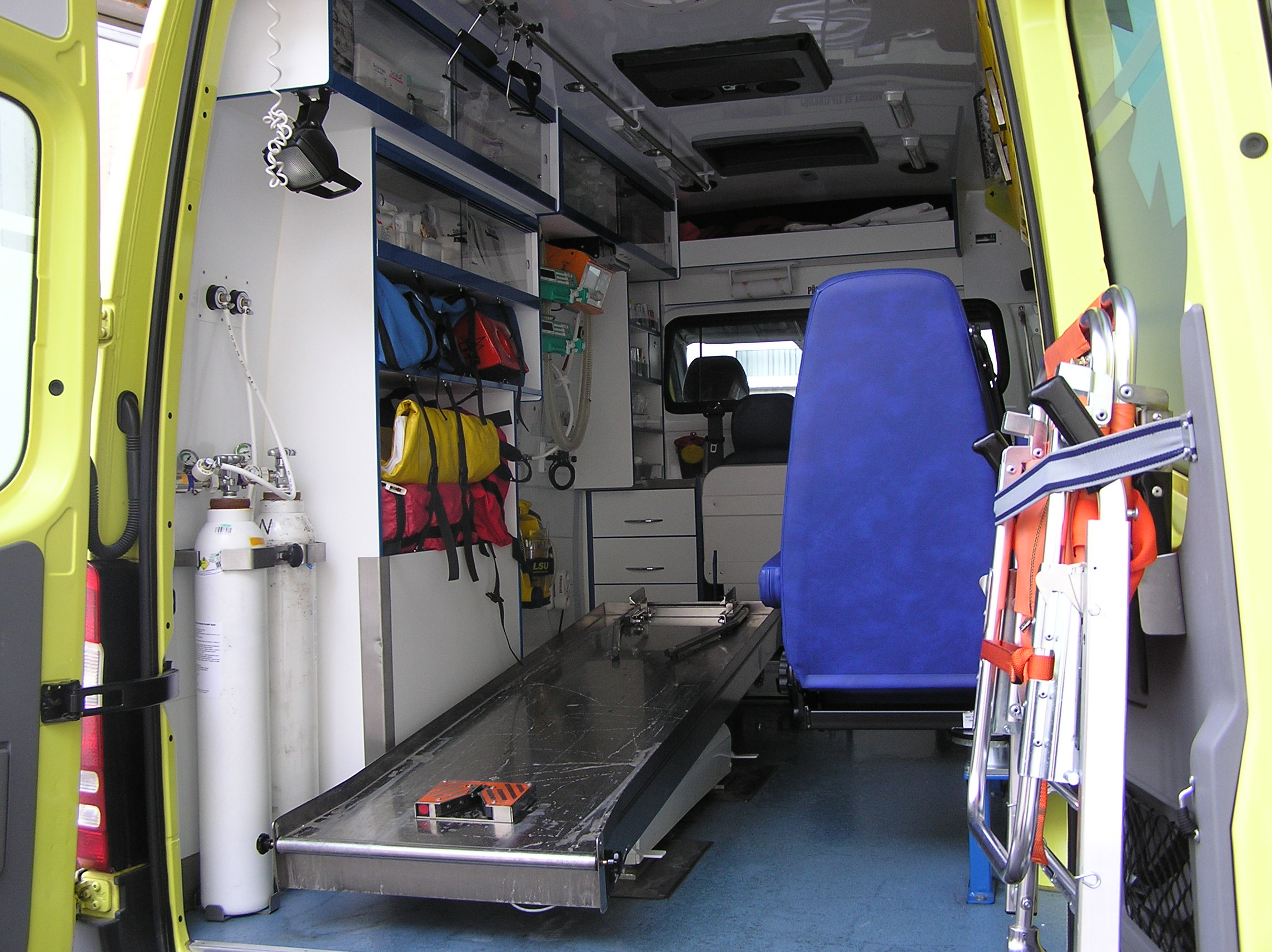
Vnitřní zástavba sanitního vozidla Mercedes-Benz Sprinter
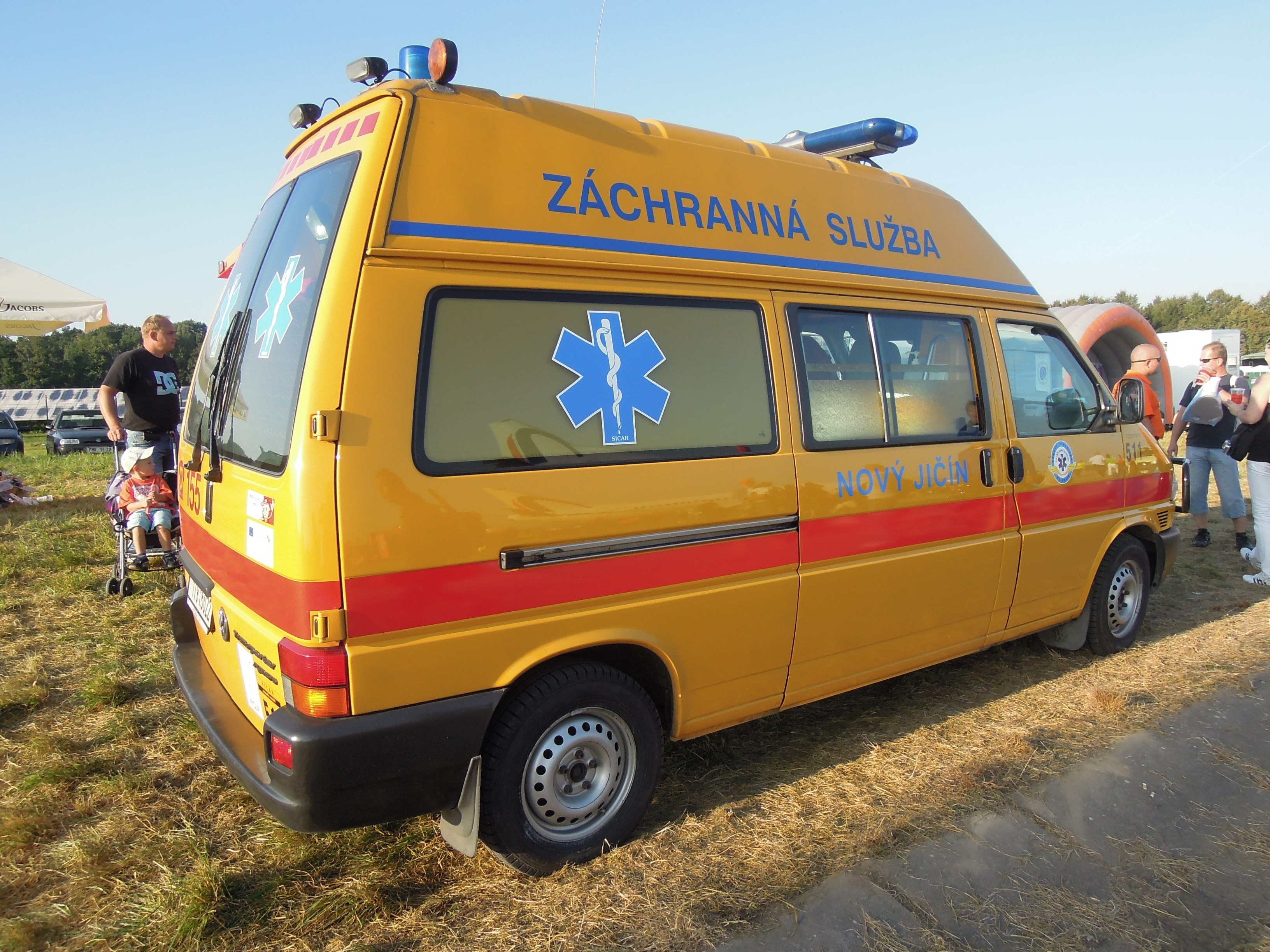
Volkswagen Transporter T4
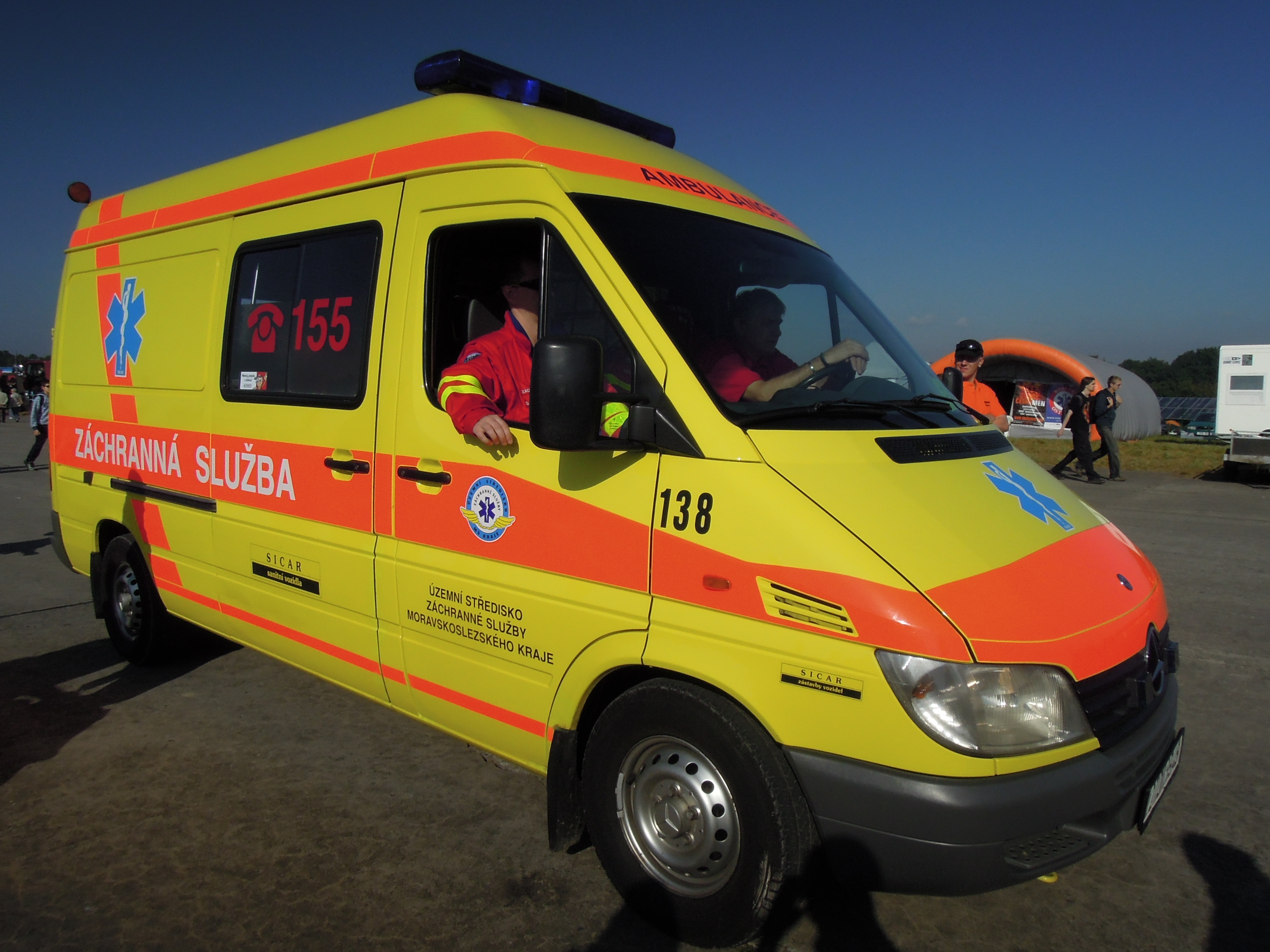
Mercedes-Benz Sprinter starší generace určen pro výjezdy v režimech rychlá lékařská pomoc nebo rychlá zdravotnická pomoc